# Gillenbusch

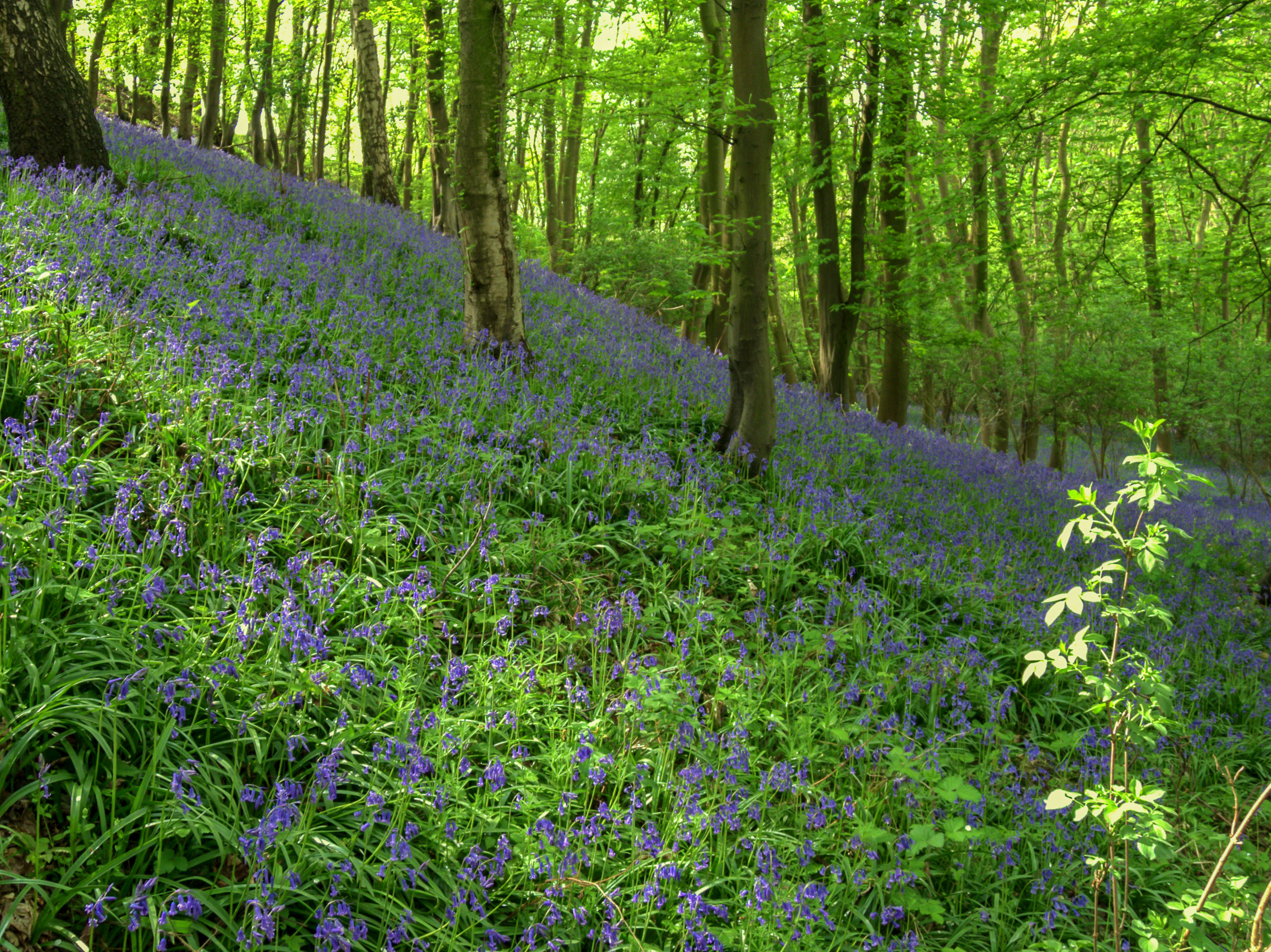
Atlantisches Hasenglöckchen im Gillenbusch

Der Gillenbusch ist ein Waldstück unmittelbar östlich des Linnicher Ortsteils Glimbach im Kreis Düren. Das Naturschutzgebiet Gillenbusch besitzt eine Fläche von 4,56 ha. Insbesondere findet sich hier ein natürliches Vorkommen des Atlantischen Hasenglöckchens, das an einem Hangwald gelegen ist.